# Majšperk
Majšperk (em alemão:  Monsberg) é um município da Eslovênia. A sede do município fica na localidade de mesmo nome.